# Izbacivanje sperme u snu
Izbacivanje sperme u snu ili polucija (lat. pollutio) je nevoljno,  često erotskim snovima izazvano lučenje sperme kod muškarca najčešće tokom spavanja. U širem smislu se pod time podrazumeva i vaginalna lubrikacija kod žena. Za oba fenomena se koriste izrazi „noćna emisija” ili izraz „vlažni snovi”.
Polucija je karakteristična za pubertet, mada se može povremeno javljati i u adolescenciji i kasnijim životnim periodima. Većina mladića svoju prvu ejakulaciju doživi samozadovoljavanjem, a tek 13% ima je nehotice. Izbacivanje sperme u snu događa se većini mladića, bez obzira je li im to prva ejakulacija ili ne. Istraživanja su pokazala da „vlažne snove” ima preko 80% mladića.
Kod odraslih muškaraca polucija se može javiti u stanjima tokom kojih su izloženi dugotrajnom suzdržavanju od snošaja; ili je znak neurotičnoga reagovanja, ili neke bolesti (npr.  šećerne bolesti), kada se može javiti i više puta tokom noći.

## Nazivi
Izbacivanje sperme u snu — noćna ejakulacija —  polucija (lat. pollutio) — „noćna emisija”  — „mokri snovi”.

## Istorija
U 18. i 19. veku česti izbacivanje sperme u snu smatrali su bolešću, pa su kao od bolesti (npr. kastracijom)  lečene takve osobe. Ovakva i slična gledanja na poluciju, kroz istoriju su, kod nedovoljno obrazovanih osoba,  pomalo postale tabu tema među populacijom kojoj se to najčešće događalo.
Po islamskim običajima, izbacivanje sperme u snu ukazivale su na to da je muškarac, tim činom postao odgovorna i polno zrela osoba, jer po prvi put izbacuje seme.
„Mokre snove” slično izbacivanju sperme kod muškaraca imaju i devojke, ali ipak ređe nego muškarci. Prema istraživanjima oko 37% devojaka u životu je imala „mokre snove”.

## Osnovna razmatranja
Prve polucije se javljaju na kraju puberteta, i obično su znak početka polnih funkcija kod dečaka, kada pod uticajem polnog sazrevanja (i dejstva hormona) nastaje stvaranje muških polnih ćelija — spermatozoida.
Prva izbacivanja sperme u snu su refleksne prirode, i nastaju nesvesno i iznenada u toku noći, pa dečak tek ujutru zapazi na pižami sluzave tragove posebnog mirisa.
Učestalost polucija zavisi od emotivnog stanja mladića i društva u kome se kreće. Kako nastaju u nejednakim vremenskim razmacima, teško je prihvatljivo mišljenje da je to fiziološki proces pražnjenja semenika, jer se seme stvara neprekidno, a polucija dešava u nepravilnim intervalima.
Polucije su prirodan, normalan procees u doživljavanju seksualnog nagona kod mladića. Njihova učestalost, koja može biti više noći uzastopno, kao i u toku jedne noći više puta, nije fizički štetna po zdravlje.
Učestalije javljanje polucije ukazuju na polnu preokupaciju dečaka ili mladića, koji je isuviše okupiran polnim problemima, ili literaturom i drugim sadržajima i situacijama, koja obrađuju polni život (časopisi ili pornografske slike, kao i starije društvo koje raznim pričama „podgreva” maštu mladića), što pojačava polne želje koje i pokreće tu osobu da želje „realizuje” kroz maštu i snove.
Erotski sadržaji svojim dejstvom mogu biti opterećujuće stanje za mladića, što povećava njegovu emotivnu napetost — u kojoj se on „bori” između želja i vaspitanja, „u strahu da svi znaju za njegove probleme, pa zato izbegava društvo”.
Kod fiziološki zdravih osoba polucija nema uticaja na polnu moć i seksualno zdravlje, mada, u izvesnim okolnostima one mogu da deluju i negativno, npr ako odrasla osoba nastoje da zaplaše mladića raznim pričama o štetnosti polucija, zbog bespotrebnog prosipanje semena što može izazvati sušenje kičme ili, deluju iscrpljujuće polnu moć, itd. Ove priče mogu izazivati psihički nemir i anksioznost kod adolescenata, naročito onih koji nisu pravilno upoznati sa razvojem polnih organa i njihovih funkcija.
Strah od polucija i njihovih posledica koje se navodno negativno odražavaju na polnu moć, kod emotivno nestabilnih osoba mogu izazvati psihički uslovljenu impotenciju.
Odrasli muškarci koji imaju redovne seksualne odnose skoro da nemaju polucija, jer se polni nagon zadovoljava kroz zdrav i normalan polni život Ali, ako odrasli nemaju mogućnost za normalno zadovoljenje polnog nagona kroz polne odnose (zatvor, zarobljeništvo itd.), onda se i kod njih javljaju polucije koje su praćene erotskim snovima, što znači da se po motivima ne razlikuju od polucija kod mladića, jer i oni ne mogu na prirodan način, i u određenim intervalima, da zadovolje polni nagon u heteroseksualnim odnosima.

## Klinička slika
Polucija sa kao i pri polnom aktu, karakteriše izbacivanje semena — sperme, mlečnobela tečnost, sluzava i lepljive, koja ima poseban miris, a nastaje od sekreta prostate i drugih žlezda, kao i spermatozoida.
Količina semene tečnosti kod polucije je nešto manja, jer nastaje bez psihičkih priprema, i to na račun sekreta prostate (kestenjače), za razliku od ejakulacija (izbacivanje semena), u toku seksualnog odnosa koji pojačava lučenje polnih žlezda.

## Prevencija
Najbolji način za pravilan psihoseksualni razvoj, afirmaciju ličnosti i doživljavanje polnog nagona je bavljenja sportom koji omogućuje fizičko angažovanje i emotivno doživljavanje zadovoljstva. Naime tada muškarac svoju snagu koristi za aktivan odmor. 
Dolaze u obzir i druge društvene aktivnosti, koje doprinose boljem socijalnom razvoju ličnosti, i koje pružaju takvoj osobi veću sigurnost u društvu, što je dobra osnova za lakše ostvarivanje kontakta sa suprotnim polom.

## Literatura
- Pschyrembel (2003). Wörterbuch Sexualität. de Gruyter. ISBN 3-11-016629-1. (bearbeitet von Stephan Dressler, Christoph Zink). de Gruyter, Berlin / New York NY 2003, , Stichwort: Pollution und Polluarche.
- Erwin J. Haeberle (1983). Die Sexualität des Menschen. ISBN 3-11-008753-7. de Gruyter, Berlin / New York NY.
- Clellan S. Ford, Frank A. Beach (1971). Das Sexualverhalten von Mensch und Tier (Patterns of sexual behavior, dt.). Rowohlt. ISBN 3-499-68006-8. Rowohlt, Reinbek.
- Alfred Charles Kinsey u. a.: Das sexuelle Verhalten des Mannes (Sexual behavior in the human male, dt.). Fischer, Frankfurt am Main 1970
- William H. Masters und Virginia E. Johnson (1980). Die sexuelle Reaktion (Human sexual response, dt.). Rowohlt. ISBN 3-499-17814-1., Reinbek.
- Volkmar Sigusch, Gunter Schmidt (1973). Jugendsexualität. Dokumentation einer Untersuchung. Enke. ISBN 3-432-01835-5., Stuttgart.
- Martin Goldstein, Will McBride (1970). Lexikon der Sexualität. Jugenddienst-Verlag. ISBN 3-7795-7001-7. 2. Auflage, Jugenddienst-Verlag, Wuppertal-Barmen.
- Klaus M. Beier, Hartmut A. G. Bosinski, Kurt Loewit, Klaus M. Beier, ур. (2005). Sexualmedizin. Urban & Fischer. ISBN 3-437-22850-1. 2. Auflage, Elsevier, München 2005; Urban & Fischer, Jena.
- Volkmar Sigusch, ур. (2007). Sexuelle Störungen und ihre Behandlung. Georg Thieme Verlag. ISBN 978-3-13-103944-6. 4., überarbeitete und erweiterte Auflage, Thieme, Stuttgart / New York NY.
- Erwin-Josef Speckmann (2008). Physiologie. Elsevier,Urban&FischerVerlag. ISBN 978-3-437-41318-6. 5. Auflage, Elsevier, München 2008; Urban & Fischer, Jena.

## Spoljašnje veze
|  | Molimo Vas, obratite pažnju na važno upozorenje u vezi sa temama iz oblasti medicine (zdravlja). |